# Sound & Fury
Sound & Fury è il quarto album in studio del musicista statunitense Sturgill Simpson, pubblicato nel 2019.

## Tracce
Testi e musiche di Sturgill Simpson, eccetto dove indicato.
1. Ronin – 3:48
2. Remember to Breathe – 2:56
3. Sing Along – 2:54
4. A Good Look – 4:01 (Simpson, John Prine)
5. Make Art Not Friends – 5:51
6. Best Clockmaker on Mars – 3:54
7. All Said and Done – 3:58
8. Last Man Standing – 2:10
9. Mercury in Retrograde – 4:31
10. Fastest Horse in Town – 7:05